# Csónakcsőrű bentévi
A csónakcsőrű bentévi (Megarynchus pitangua) a madarak osztályának a verébalakúak (Passeriformes) rendjébe és a királygébicsfélék (Tyrannidae) családjába tartozó faj, a Megarynchus nem egyetlen faja.

## Rendszerezése
A fajt Carl von Linné írta le 1766-ban, a Lanius  nembe Lanius Pitangva néven.

## Alfajai
- Megarynchus pitangua caniceps Ridgway, 1906
- Megarynchus pitangua chrysogaster P. L. Sclater, 1860
- Megarynchus pitangua deserticola Griscom, 1930
- Megarynchus pitangua mexicanus (Lafresnaye, 1851)
- Megarynchus pitangua pitangua (Linnaeus, 1766)
- Megarynchus pitangua tardiusculus R. T. Moore, 1941[2]

## Előfordulása
Mexikó, Trinidad és Tobago, valamint Belize, Costa Rica, Guatemala, Honduras, Nicaragua, Panama, Salvador, Argentína, Bolívia, Brazília, Kolumbia, Ecuador, Francia Guyana, Guyana, Paraguay, Peru, Suriname és Venezuela területén honos.
Természetes élőhelyei a szubtrópusi és trópusi síkvidéki esőerdők, lombhullató erdők, szavannák és cserjések, valamint ültetvények és vidéki kertek. Vonuló faj.

## Megjelenése
Testhossza 21,5–24 centiméter, testtömege 53–70 gramm.
|  |

## Életmódja
Főleg gerinctelenekkel táplálkozik, de kisebb gerinceseket és fügét is fogyaszt.

## Természetvédelmi helyzete
Az elterjedési területe rendkívül nagy, egyedszáma pedig stabil. A Természetvédelmi Világszövetség Vörös listáján nem fenyegetett fajként szerepel.